# SoftMaker Office
SoftMaker Office — офісний пакет для операційних систем Windows, Linux і MacOS. Розробник — німецька компанія softmaker Software GMBH (Нюрнберг). Перша версія вийшла в 1989 році.  
Випуск SoftMaker Office 2024, доступний для Windows, Linux та MacOS, та iOS та Android включає в себе додатково два нових програмних додатка:
- TextMaker (текстовий процесор)
- PlanMaker (електронна таблиця)
- Presentations (презентаційна графіка = Microsoft PowerPoint)
- BasicMaker

На теперішній час випуск 2018 надається безкоштовно.
SoftMaker Office має багато функцій, які конкурують з іншими офісними пакетами, такими як Microsoft Office, LibreOffice, OpenOffice чи WordPerfect Office, може запускатися з USB флеш-накопичувача. Пакет пропонує підтримку сумісності з Microsoft Office, OpenDocument Format (тільки текстовий процесор), RTF і HTML. Вміє експортувати в PDF. Включає багатомовну перевірку правопису, розставлення переносів та тезаурус, а також 5-мовний (англійський, німецький, французький, італійський та іспанський) словник для перекладу. В останніх випусках додано підтримку стрічкового інтерфейсу, схожого на такий у Microsoft Office.